# Paola Rey
Paola Andrea Rey (19. prosinca, 1979. – Bogotá, Kolumbija) kolumbijska je glumica i producentica.

## Filmografija
| Godina        | Naslov                                 | Uloga                            | Vrsta      |
| ------------- | -------------------------------------- | -------------------------------- | ---------- |
| 2010. – 2011. | Amor imposible                         | Andrea Sanchez                   | serija     |
| 2009.         | Las detectivas y el Víctor             | Maria Isabel ¨Chavela¨ Rodríguez | serija     |
| 2008.         | Tiempo final                           | -                                | serija     |
| 2007.         | Decisiones                             | Camila                           | serija     |
| 2007.         | Montecristo                            | Laura                            | telenovela |
| 2006.         | Los 50 más bellos de People en Español | Paola Rey                        | -          |
| 2006.         | Amores de mercado                      | Lucía Martínez                   | telenovela |
| 2004.         | La mujer en el espejo                  | Juliana Soler / Maritza          | telenovela |
| 2003. – 2004. | Pasion de gavilanes                    | Jimena Elizondo                  | telenovela |
| 2002.         | Como el gato y el ratón                | Giovanna Cristancho              | komedija   |
| 2000.         | La baby sister                         | Fabiana Estrella Rivera Chitiva  | -          |
| 1999.         | ¿Por qué diablos?                      | Jazmin 'Jaz' Cordero             | serija     |
| 1998.         | Corazón prohibido                      | -                                | serija     |
| 1998.         | Sín límites                            | Camila                           | serija     |
| 1998.         | Fuego verde                            | Graciela                         | serija     |

## Nagrade

### India Catalina
| Godina | Kategorija       | TV serija   | Rezultat   |
| ------ | ---------------- | ----------- | ---------- |
| 2002.  | -                | -           | Pobjednica |
| 1997.  | Najbolja glumica | Fuego Verde | Pobjednica |

### Premios TV y Novelas
| Godina | Kategorija       | TV serija   | Rezultat   |
| ------ | ---------------- | ----------- | ---------- |
| 1996.  | Najbolja glumica | Fuego Verde | Pobjednica |

### Premio Orquídea
| Godina | Kategorija          | Projekt        | Rezultat   |
| ------ | ------------------- | -------------- | ---------- |
| 2002.  | Najbolja produkcija | La baby Sister | Pobjednica |

### Premio 2 de oro
| Godina | Kategorija | Telenovela     | Rezultat   |
| ------ | ---------- | -------------- | ---------- |
| 2004.  | -          | Osveta ljubavi | Pobjednica |

### Premios Maná
| Godina | Kategorija | Telenovela            | Rezultat   |
| ------ | ---------- | --------------------- | ---------- |
| 2005.  | -          | Por Aporte a la Mujer | Pobjednica |

### Latin Pride
| Godina | Kategorija            | Rezultat   |
| ------ | --------------------- | ---------- |
| 2007.  | Međunarodna umjetnica | Pobjednica |